# Коста Абраш
Коста Наумов Абраш или Абрашевич (на сръбски: Коста Абрашевић или Kosta Abrašević; на македонска литературна норма: Коста Абраш) е сръбски поет от Македония. Пише на сръбски език и е приеман за родоначалник на пролетарската поезия в сръбската литература. В Северна Македония е смятан за „македонски писател“ от групата на така наречените двудомни писатели.

## Биография
Роден е в Охрид през 1879 година. Родителите му са патриаршисти, които тогава са сърбомани и гъркомани. Според съвременната историография в Северна Македония баща му Наум е „македонец“, а майка му Сотира е гъркоманка. Първите девет години от живота си прекарва в родния си град, като учи в гръцкото училище, след което живее и твори в Сърбия. Учи в Шабац, където се повлиява от социалистическите идеи и основава политическо-литературен кръжок, който издава вестниците „Омиров венац“ и „Гърбоня“.
Започва да пише стихове, в които доминират социалистическите идеи и затова е наречен Червен поет. Още в гимназията в Шабац членува в литературната дружинка „Поука“, която в 1898 година издава алманах, в който на първо място е неговото стихотворение „Вила“. Препитава се с преводи на немски поети. 
Умира през 1898 година от туберкулоза в Шабац, когато е едва на 18 години.
Стихотворенията на Абрашевич излизат в работнически и социалистически списания след смъртта му, а неговата стихосбирка е издадена в 1903 година от социалистическата младежка организация в Белград. Превеждан е на руски, унгарски, албански и румънски език. Известни са неговите стихотворения „Свисти, ветре“ (Звижди ветре) и „Червена“ (Црвена).